# Celero
Celero Support AB var ett helägt servicebolag inom Volvokoncernen.
Celero är latin och betyder jag utför snabbt. Numera sålt av AB Volvo till Coor Service Management i december 2005 och den åttonde maj 2006 bytte Celero Support AB namn till Coor Service Management. Coor är ett av Nordens största bolag inom facilities management.
Celero Support bildades 1996 då Volvo samlade olika servicetjänster inom koncernens svenska verksamhet och lade dem i ett separat bolag.